# 桧垣豪
桧垣 豪（ひがき ごう、1976年4月26日 - ）は、大阪府出身のプロゴルファー。
兄の桧垣繁正もプロゴルファー。

## 来歴
近畿大学時代の1994年には兵庫県オープンでベストアマを獲得したほか、1995年には関西アマで優勝し、日本学生では2位に入った。
1996年には兄の後を追ってプロ入りし、1997年のデサントクラシック マンシングウェアカップでツアーデビューを果たすと、1997年のダイワカップ高知オープンでプロ初優勝 。
1998年のNST新潟オープンでは3日目の最終ホール、第2打の前に素振りをした時、後方に垂れ下がっていた木の枝にクラブが触れ、枝が折れた。これが違反行為に該当して2打罰を食らい、最終的には8位タイに終わった。
1999年のNST新潟オープンでは初日をインスタートの12番ミドルで、ピンまで20ヤードのグリーン奥からのアプローチをチップインバーディを決め、下り返しの12番でもグリーン右横からチップインで放り込むなど、冴えたアプローチを披露。18番では木の下にだけは打たないように気をつけ、残り200ヤードの第2打をピン横3mに着けてイーグルを奪い、5アンダー67の3位タイでスタート。
2001年のNST新潟オープンでは初日をノーボギーの6アンダーで首位のスコット・レイコック（オーストラリア）と2打差の2位 でスタートし、2日目には11アンダーとスコアを伸ばして初めての単独首位に躍り出た。3日目には2番パー5で3mのバーディパットを沈めると、前半で5バーディを奪った。後半にも3バーディ、1ボギーで7アンダー65とスコアを更に伸ばし、通算18アンダーで2位に5打差の大量リードを奪い首位を独走。最終日は1番でバーディを奪うと、4番から3連続バーディを奪い22アンダーとなる。9番では2オンに成功するも3パットでボギーを叩いたが、10番をパーとし、11番ではピン右奥2mからバーディを奪った。その後も14番パー5で確実にバーディを奪うと、最終18番ではセカンドショットでグリーンをオーバーしたが、サンドウェッジで打った3打目が直接カップに吸い込まれた。最後はチップインバーディーで決め、さらにスコアを6つ伸ばし通算24アンダーで初優勝を果たし、6打差の3位から追い上げを見せたレイコックは思わず「信じられない」と漏らした。
2002年には賞金シードを逃したが、前年の優勝の資格で2003年を戦い賞金シードに復活。26試合で7つの予選落ちがあるが、平均パットランクで13位と健闘し、安定したパットがシュアなスコアメイクに貢献。
かつては2歳年上の兄・繁正とスイングチェックをしあっていたが、意見の食い違いから口論になることもしばしばあり、独自にコーチを探すことにした。2000年にはデビッド・レッドベター、ジム・マクリーンなど、ありとあらゆるコーチの門を叩いたが、最終的にはオーストラリアのケン・バーンに教えを受け、スイングと自分のフィーリングとの間隔が狭まってきた。
2003年のマンシングウェアオープンKSBカップでは初日にホールインワンによる1イーグル、8バーディー、2ボギーで宮本勝昌と共に8アンダー64で首位タイに並んだ。2日目は周囲がスコアを伸ばす中でスコアを崩してしまい、初日6バーディを奪ったアウトコースでノーバーディ、2ボギー、ホールインワンを達成した11番パー3でボギーを叩くなど、別人のようなゴルフになってしまった。
2004年にはシード落ちを喫し、2006年にはマンデートーナメント3位でつるやオープンに出場。自宅で好調時のスイングをビデオで見て、良い時のイメージが戻りフィーリングを掴むと、ショットが良くなって荒れ球が出なくなり、PGMシリーズ第5戦かさぎチャレンジでは初日に兄・繁正と共に67で周り5位タイのスタートを決めた。
2007年の奈良オープンでは初日に67、最終日には68をマークし、重信秀人・すし石垣・大井手哲・宮瀬博文を抑えて優勝。
2009年にはつるやオープンのマンデートーナメントで64をマークして1位通過を果たし、2007年のウッドワン広島オープン以来となるツアー参戦を決める。ファイナルクォリファイングトーナメントでは初日に冷たい風が吹く難しいコンディションの中をベストスコアとなる7アンダー65をマークし、2日目には4アンダー68の通算11アンダーで首位に並んだ。
2010年の鳩山カントリークラブ・GMAチャレンジトーナメントでは最終日に前半から同組の中田範彦とのバーディ合戦を繰り広げ、7バーディ、65で周り、通算10アンダーで前日の22位タイから4位へジャンプアップしてフィニッシュ。
2012年の日本オープンを最後にレギュラーツアーから引退。

## 主な優勝
- 1997年 - ダイワカップ高知オープン
- 2001年 - NST新潟オープン
- 2007年 - 奈良オープン